# Katar na Letních olympijských hrách 2016
Katar se účastnil Letní olympiády 2016.

## Medailisté
| Medaile | Jméno             | Sport    | Soutěž             |
| ------- | ----------------- | -------- | ------------------ |
| Stříbro | Mutaz Essa Baršim | Atletika | Muži skok do výšky |